# Thlaspi kamtschaticum
Thlaspi kamtschaticum là một loài thực vật có hoa trong họ Cải. Loài này được Karav. miêu tả khoa học đầu tiên.